# Bythinella darrieuxii
Bythinella darrieuxii is een slakkensoort uit de familie van de Hydrobiidae. De wetenschappelijke naam van de soort is voor het eerst geldig gepubliceerd in 1877 door De Folin & Berillon.